# Klebelsberg Kultúrkúria

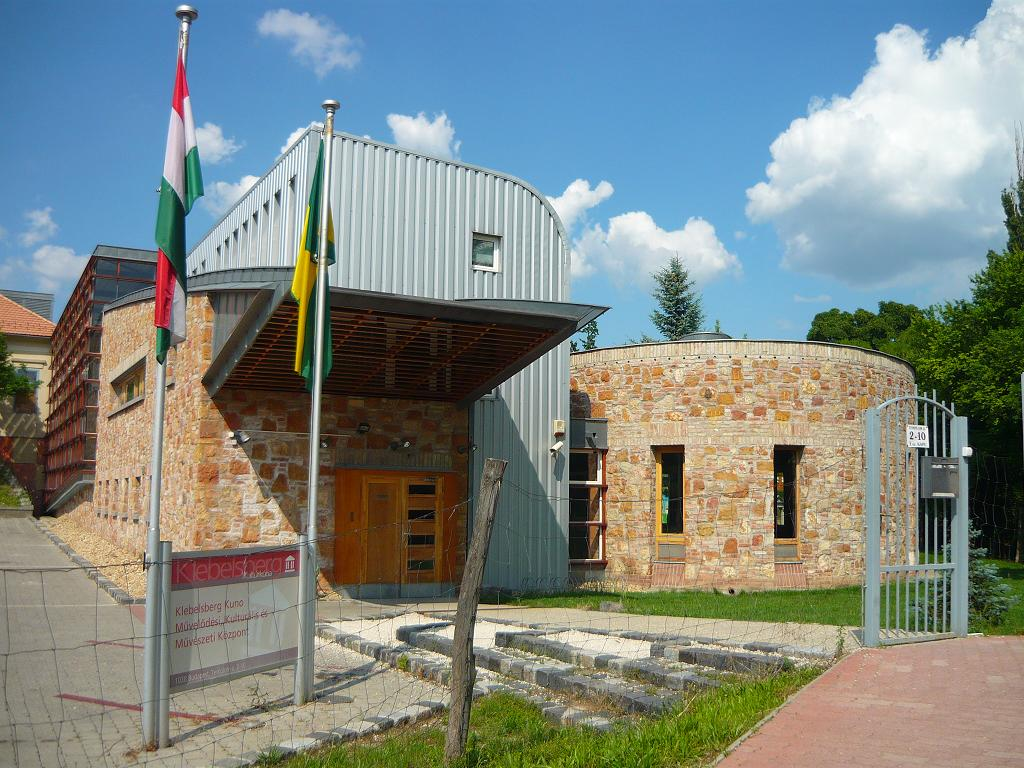
Neu- und Anbau des 2005 eröffneten Klebelsberg Kultúrkúria

Klebelsberg Kultúrkúria ist ein Kulturzentrum in der ungarischen Hauptstadt Budapest. Es befindet sich in der Templom utca 2–10 im II. Bezirk.
Das Veranstaltungsgebäude war Teil des ehemaligen Gutshofes Klebelsberg. Der denkmalgeschützte Komplex wurde einer umfangreichen Renovierung nach Plänen des Architekten Ernő Kálmán unterzogen, wobei auch Rampen für Besucher mit Bewegungseinschränkungen eingebaut wurden. Unter Einbeziehung der Außenanlagen mit einer Freilichtbühne in Form eines Amphitheaters entstand schließlich eine Mischung aus ursprünglich klassizistischer und zeitgenössischer Architektur, die im Sommer 2005 eröffnet wurde.
Das künstlerische Konzept aus historischer Kultur und Gegenwart spiegelt sich auch in den Veranstaltungsprogrammen der Kultúrkúria wider. Dazu zählen klassisches Schauspiel, modernes Musiktheater, Volkstanz und zeitgenössische Tanzkunst, klassische Musik und gehobene Unterhaltungsmusik, aber auch zeitgenössische Einzel- und Gruppenausstellungen von bildender Kunst und Kunstgewerbe sowie Ausstellungen von Fotokünstlern.
Neben der Förderung grenzüberschreitender kultureller Beziehungen zählt die Stärkung umweltbewussten Denkens zu den übergeordneten Zielen der Kultúrkúria.

## Ausstellungen
- 2022: Die Malerin Mária Gánóczy organisierte eine Ausstellung mit Werken ihrer Eltern, des Malerehepaares Amália Krenner und Sándor Gánóczy,[4] die 2022 in der Galerie gezeigt wurden.[5]